# Dave Simmonds

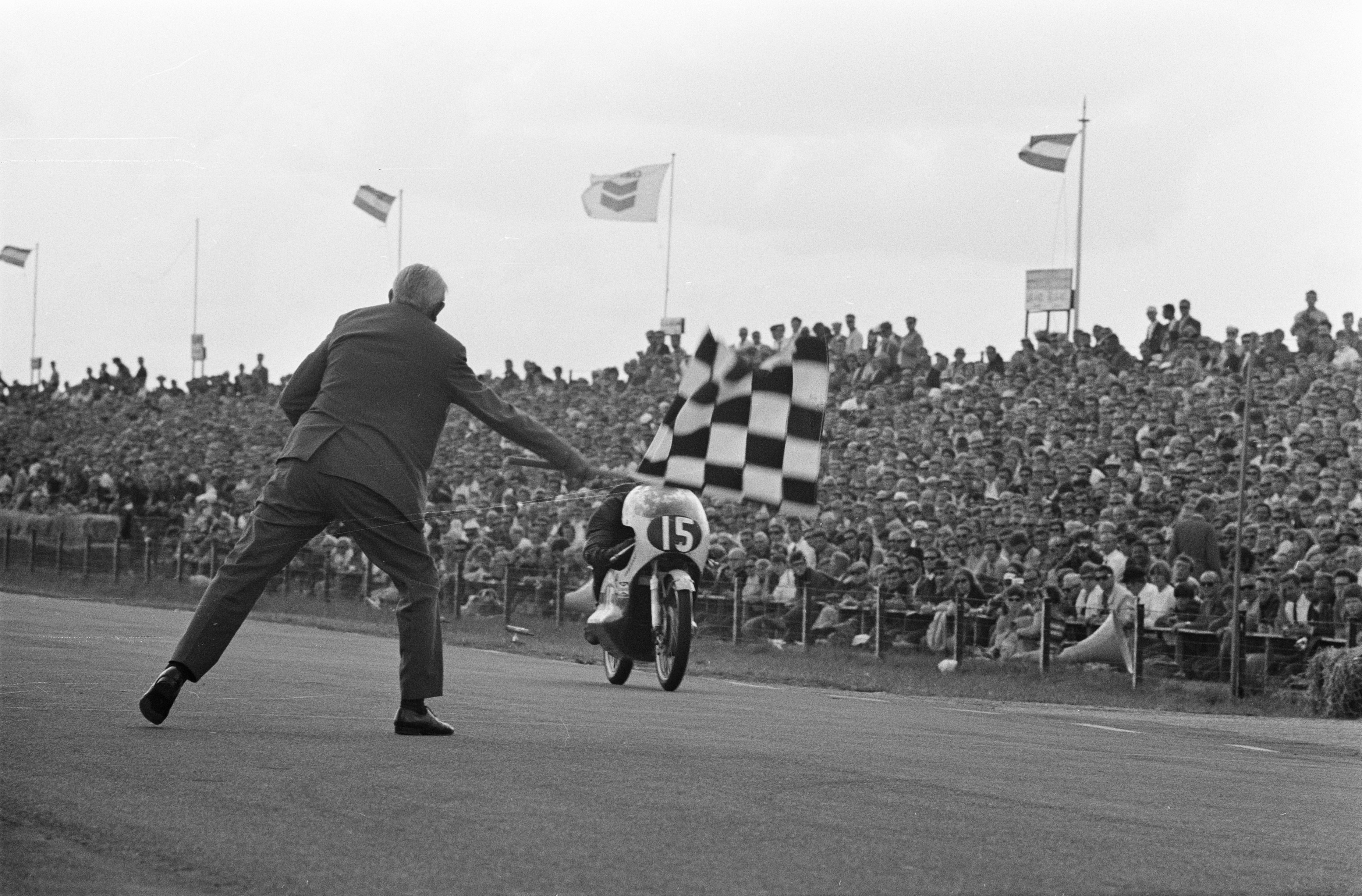
Simmonds bei seinem Sieg 1969 in Assen bei der Zieldurchfahrt …

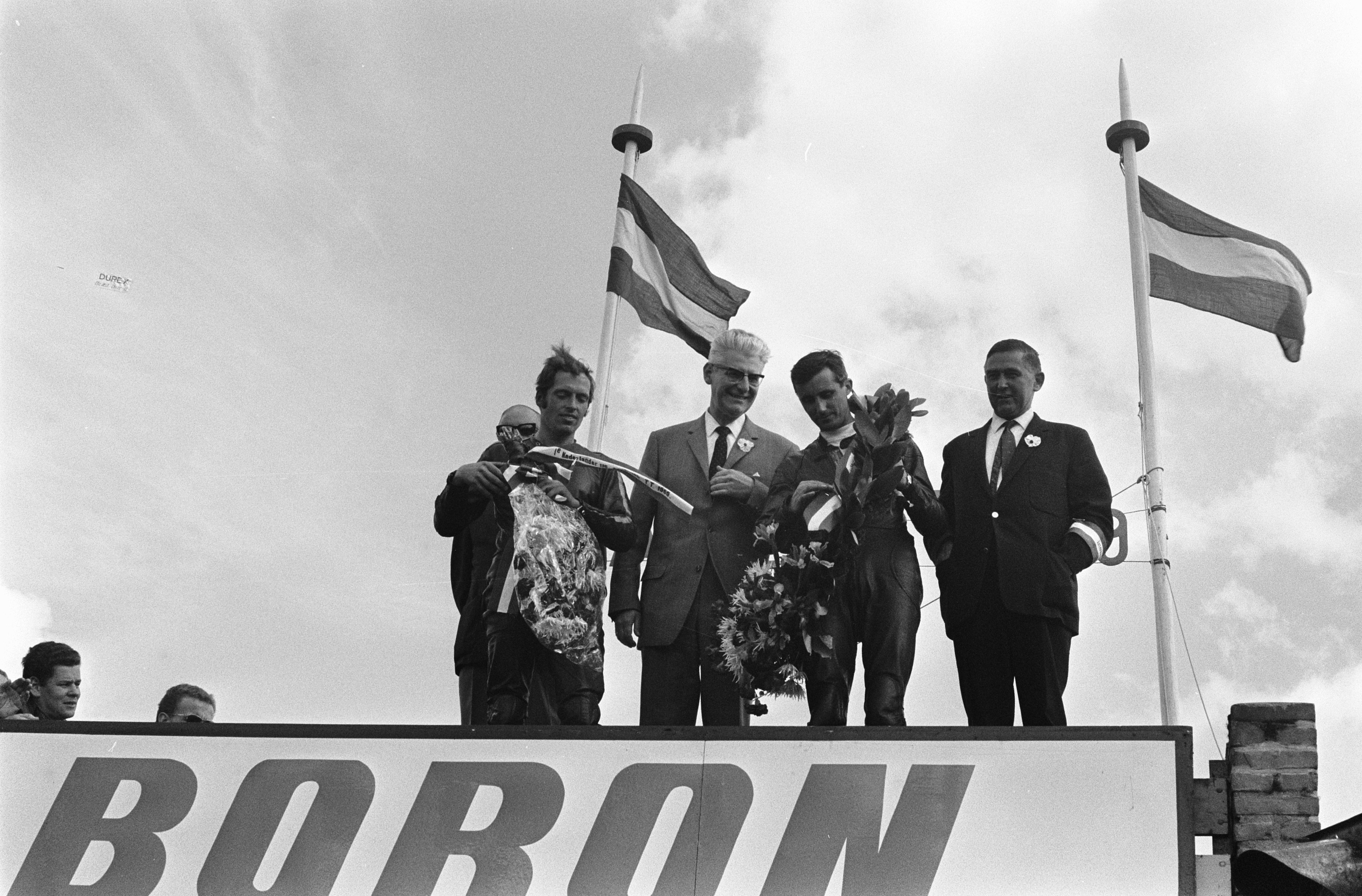
… und bei der Siegerehrung (2. v. r.)

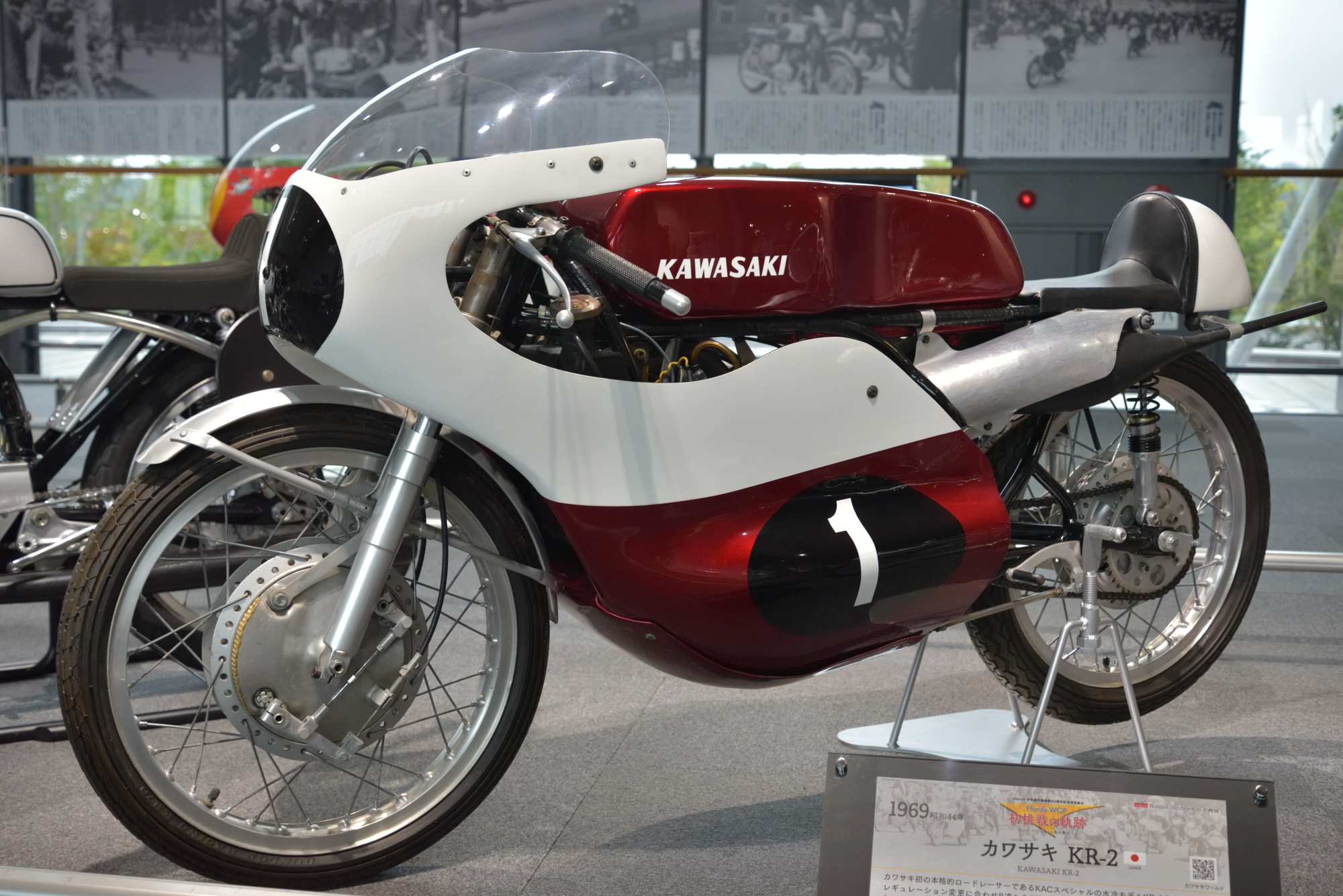
Simmonds’ Weltmeistermaschine von 1969

Dave Simmonds (* 25. Oktober 1939 in London, England; † 23. Oktober 1972 in Rungis, Frankreich) war ein britischer Motorradrennfahrer.

## Karriere
Simmonds debütierte 1966 auf Honda in der Motorrad-Weltmeisterschaft. Ab 1967 startete er dann für den japanischen Hersteller Kawasaki in den Hubraumklassen von 125 bis 500 cm³.
Seine mit Abstand beste Saison hatte er 1969 in der 125-cm³-Klasse. In diesem Jahr gewann Simmonds acht der elf ausgetragenen Rennen und wurde zweimal Zweiter. Damit sicherte er sich mit großem Abstand vor dem deutschen Suzuki-Piloten Dieter Braun den WM-Titel. Gleichzeitig stellt dieser Fahrer-WM-Titel auch den ersten für Kawasaki in der Geschichte der Motorrad-WM dar. 1971 konnte Simmonds beim Großen Preis von Spanien seinen einzigen 500-cm³-Sieg feiern, am Saisonende belegte er den vierten Gesamtrang in dieser Klasse.
Dave Simmonds starb am 23. Oktober 1972. Er erlag schweren Verbrennungen, die er sich bei der Explosion einer Gasflasche in Jack Findlays Wohnwagen im französischen Rungis zugezogen hatte. Er liegt auf dem Smethwick Cemetery in Smethwick begraben.

## Statistik

### Erfolge
- 1969 – 125-cm³-Weltmeister auf Kawasaki
- 11 Grand-Prix-Siege

### Isle-of-Man-TT-Siege
| Jahr | Klasse                    | Maschine | Durchschnittsgeschwindigkeit |
| ---- | ------------------------- | -------- | ---------------------------- |
| 1969 | Lightweight 125 (125 cm³) | Kawasaki | 91,08 mph (146,58 km/h)      |

## Verweise